# Mesnilomyia magnifica
Mesnilomyia magnifica là một loài ruồi trong họ Tachinidae.